# Estadio Ceibeño
El Estadio Municipal Ceibeño JCI, es un estadio de fútbol que se localiza en la ciudad de La Ceiba en el Departamento de Atlántida. Actualmente es la sede de los equipos profesionales de fútbol Victoria de la Liga Nacional y el Vida de la Liga de Ascenso de Honduras.

## Remodelación
El estadio fue remodelado, en el año 2008 y pasó a tener una capacidad de 15 000 a 17 000 espectadores, gracias al Comité Pro Estadio Ceibeño administrado por La Cámara Júnior  Internacional de La Ceiba (JCI La Ceiba). Se inauguró con el juego entre Honduras y Ecuador que terminó 1-1.

## Eventos
- Liga Nacional
- Liga de Ascenso
- Selección de fútbol de Honduras
- Concacaf Liga Campeones
- Conciertos